# 杉村三郎シリーズ
『杉村三郎シリーズ』（すぎむらさぶろうシリーズ）は、宮部みゆきの推理小説のシリーズ。

## 概要
児童書専門の出版社「あおぞら書房」の編集者から一転、日本屈指の大グループ企業・今多コンツェルン会長の娘婿となり、同コンツェルングループ広報室、さらには離婚を経て私立探偵となる杉村三郎を主人公としたシリーズで、その彼が遭遇することになった事件を描く。
三郎の立ち位置は探偵役と同時に、事件全体を見届ける傍観者としての役割が強く、三郎の眼を通じて事件の裏に潜む悪意が顕れていくのが特徴である。また著者自身がシリーズを『昭和名曲歌謡シリーズ』と呼称しているように、「車屋さん」（歌：美空ひばり）や「丘を越えて」（歌：藤山一郎）や「テネシーワルツ」（歌：江利チエミ）と1作品毎に昭和の楽曲やその歌詞が用いられており、劇中のテーマとなったり、人物描写の要素として用いられている。また、シリーズはマイクル・Z・リューインの「アルバート・サムスンシリーズ」からイメージされている。
2018年12月現在までに長編『誰か Somebody』『名もなき毒』『ペテロの葬列』の3作、短編集『希望荘』『昨日がなければ明日もない』の2作が刊行されており、文庫版『ソロモンの偽証』第6巻に短編「負の方程式」が所収されている。
また、映像化作品としては、小泉孝太郎が杉村三郎を演じた連続テレビドラマが2作品作られている（『名もなき毒』〈2013年 / 『誰か Somebody』と『名もなき毒』の映像化〉、『ペテロの葬列』〈2014年〉）。

## 主な登場人物
杉村三郎（すぎむら さぶろう）
本シリーズの主人公。初登場時35歳。温和な性格で、妻の菜穂子や娘の桃子のことを大切に想う良き家庭人。何らかの問題を抱え困った人物に対してはどこまでも親身になるところがあり、その性分により事件の裏まで踏み込んでしまう。
山梨県の山間の小さな町の出身。大学から東京都に出てきて、卒業後は児童書の出版社「あおぞら書房」で編集者をしていたが、菜穂子の父からの結婚の条件として、巨大グループ企業・今多コンツェルングループの広報室編集者兼記者に転職した。あくまでも一社員という立場で、今多コンツェルンに関する実権を持たされてはいない。財界の実力者の妾の子である菜穂子との結婚に関して自身の家族の説得に難航した経緯があり、（菜穂子と離婚するまで）実家と絶縁状態となる。今多家の人間になってからは、あまりに違いすぎる境遇や価値観に戸惑い、自らを平凡視することもあり、また今現在の幸せに対して言い知れぬ不安や怖れを抱いていた。本人には全く野心がないこともあってか、岳父の嘉親と彼の二人の息子一家とは良好な関係を築いていた。対照的に今多家の親戚筋からはいつになっても認められることなく、「どこの馬の骨とも分からん男」として扱われ、挨拶さえしてもらえずにいた。結婚から何年たっても岳父に対しては気後れしてしまい、岳父の前では菜穂子の名前を呼び捨てにすることができないでいた。
2008年12月末、ある事件の責任を取って今多コンツェルンを辞職。2009年1月、離婚して今多家を出て帰郷。地元の産直グループの直営店で働いていたが、父を看取った後、ある事件の調査の協力をした縁で知り合った調査会社・オフィス蛎殻の所長の勧めで再上京して探偵業を営むことにし、2010年1月、東京都北区に古い借家を借りて事務所を開いた。その借家が東日本大震災で半壊したため、家主である大地主の竹中家の好意でその屋敷の一角を間借りすることになった。主にオフィス蛎殻の下請けで生計を立てている。
杉村（今多）桃子（すぎむら（いまだ）ももこ）
三郎の娘。初登場時4歳。病弱な菜穂子がかかりつけの医師に一人だけと許可を貰った末に産まれたため、杉村夫妻にとってかけがえのないということもあって大事にされている。両親の離婚後は母が親権を取り、松濤の今多邸でその庇護の下で暮らしている。
今多嘉親（いまだ よしちか）
桃子の母方の祖父。初登場時79歳。財界の要人の一人として名を連ねる今多コンツェルン会長。5歳年上の正妻は菜穂子を引き取る2年前に他界した。長男・泰孝は社長、次男・孝之は専務取締役として様々な傘下企業の役職を兼務しながら、今多コンツェルンの要職に就いている。小柄で華奢な体躯に日本人離れした鉤鼻、切れ上がった目じりと険しい目つきの容姿で、若い頃は「猛禽」と渾名されていた。
杉村（今多）菜穂子（すぎむら（いまだ）なほこ）
桃子の母で嘉親の非嫡出子。初登場時29歳。嘉親とその愛人だったギャラリー経営者の絵描きの女性の間に産まれ、嘉親の認知も受けていたが、15歳の頃に母を亡くしてから今多家に引き取られた。母親からの遺伝か、心臓が生まれつき人より大きいため、普通の風邪での高熱でも命取りとなる病弱体質で、休学続きで小学校を7年通い、大学も中退してしまったという。嘉親にはいたく可愛がられており、今多コンツェルンに対する実権を持たされていない代わりに、莫大な財力で世間の煩わしさから離れ、平穏に過ごせる環境で育てられた。そうした経緯から温室育ちのお嬢様として育てられ、性格は純粋で天然な一面を持つ。今多コンツェルンに関する実権を全く持たないことを条件に父から莫大な株式を生前贈与されている。映画館内で遭遇した痴漢から救ってもらったことがきっかけで出逢った三郎との交際を実らせ結婚した。三郎曰く「笑うと24歳、化粧をすると31歳、素顔だと20歳に見え、どんな時でも美人」。自身の不貞行為から三郎と離婚した後は父とその一族と暮らしている。
園田瑛子（そのだ えいこ）
今多コンツェルングループ広報室編集長。大学卒業後から今多コンツェルンに入社し、幾多の部署で事務職を務め、関連・傘下企業への出向経験を重ねてきた28年目のベテラン。憎まれ口で思ったことをはっきりと言うさばけた性格。基本的に大まかだが、机の上の整理整頓には行き届いていない大雑把なところもある。2009年4月、ある騒動の責任を取って、労連の事務局に異動した。
遠山（とおやま）
会長の第一秘書。淡々とした事務的な態度と語り口の女性で、三郎は心中で“氷の女王”の異名で呼んでいる。ドラマ版では名前は美緒子（）。
水田大造（みずた たいぞう）
社屋内の喫茶店・睡蓮（すいれん）のマスター。一所で長く客商売をしているため、今多コンツェルンとその周辺の事情通になっている。今多コンツェルンの社員の時の三郎が何度も事件を解決するのを見ており、三郎から探偵事務所を開いた旨の通知を受け取ると、その近くに移り、2010年5月、喫茶店・侘助（わびすけ）を開店した。すぐに地元の常連客の贔屓になり、三郎とも変わらぬ付き合いを続けている。
窪田喜代子（くぼた きよこ）
三郎の3歳年上の姉。ドラマ版では名前は麻子（）。杉村兄弟の母校の小学校で教師をしており、同じく兄弟の母校の中学校の教頭を務める11歳年上の男性と結婚している。父母と違い、必ず三郎の会社か携帯に連絡を寄越している。子供はおらず、雄の柴犬・ケンタロウを飼っている。
杉村一男（すぎむら かずお）
三郎の5歳年上の兄。地元の町役場に勤務しながら、家業の小さな果樹園を経営している。妻・和美（）との間に息子と娘・麻美（）を儲けており、父母と同居している。
杉村寿子（すぎむら としこ）
三郎の母。「口に蝮の毒がある」と評されるほどの毒舌家。女性の家族の財力に依るような三郎の結婚には反対し、結婚後は三郎を死んだ者だと思うと嘯いているが、稀に連絡を取ったり夏の季節には梨を送ったりしている。ドラマ版では名前は正子（）。
三郎の父
ドラマ版では真一（）の名前が付けられている。妻と同じく、当時は三郎の結婚には反対しており、稀に三郎の自宅に電話をかけることがあるようだが、三郎からの電話には出ないため、まともに会話をしていない。2009年10月末、癌で闘病の末に死去。
蛎殻昴（かきがら すばる）
調査会社・オフィス蛎殻の所長。20代。様々な業界に進出している父が創業した調査会社を引き継いで経営している。左足が不自由で杖に頼っているが、イケメンで頭が良くて料理が得意。三郎にある事件の調査の手伝いを頼み、探偵業にスカウトした。
木田光彦（きだ みつひこ）
オフィス蛎殻の非常勤社員。初登場時26歳。運動不足で体力がないが、ネットで情報を集める能力は凄く、三郎も割高な報酬で調査を頼むことがある。
竹中松子（たけなか まつこ）
三郎の借家の大家である竹中家の主婦。初登場時70歳。三男二女の母。事務所が東日本大震災で倒壊した三郎に家を出た次女の空き部屋を貸している。
竹中冬馬（たけなか とうま）
竹中家の三男。私学の美大生。通称・トニー。

## 劇中設定
今多コンツェルン
嘉親が会長として統治している大グループ企業。父親から継いだ関東圏の運送会社を嘉親が一代で発展させ、今では運送会社時代から続く物流業を要に、幾多の会社を吸収し傘下に収めている。東京メトロ銀座線新橋駅から徒歩2分の場所にある地上22階立ての本社ビル（3分の1は店子が入っている）と、本社ビルの裏側にかつて嘉親が一部を私邸として使った別館と呼ばれる建物があり、別館には2階に出版社「東晋社」を含む3つの傘下企業と3階のグループ広報室以外にも、1階に喫茶店「睡蓮」とフラワーショップ「アビシオン」が構えられている。
グループ広報室
今多コンツェルン別館内にある、三郎が勤務する会長室直属の部署。今多コンツェルンの事業拡大に伴い、従業員相互のコミュニケーション不足を懸念した嘉親の意向によって、10年前（『誰か―』時点）に発足した。今多コンツェルン全社員に配布する、奇しくも三郎の以前の勤務先と同じ名前の社内報「あおぞら」を発行しており、「『あおぞら』編集部」とも呼称される。開設の経緯から「会長のゲシュタポ」というデマが根付いてしまっている。
社員6名の小規模な部署ながらも異動による人の出入りが激しく、開設からは編集長の園田しか広報室に留まっていない。女性のアルバイトもまた、大学生の椎名（通称：シーナ）が学業の都合で辞めたことで後任に原田いずみを採用したが、彼女は度重なるトラブルを起こし解雇。その後、ひょんなことから三郎と知り合った女子大生の五味淵まゆみが新たに雇われることとなった（『名もなき毒』）。
ドラマ版では椎名はボストンへの留学を理由に退職したものの、留学金を騙し取られたため、まゆみと共に雇われている。
その後も人員を入れ替え、社員・準社員4名に男性アルバイト1名と更に規模を縮小しながら存続しているが、うち一人は本社財務部でお荷物社員となってしまっていた井手正男であり、まったく戦力になっていない（『ペテロの葬列』）。

## 書誌情報
誰か Somebody
単行本：2003年11月13日、実業之日本社、ISBN 978-4408534497
ノベルス：2005年8月20日、光文社、ISBN 978-4334076177
文庫：2007年12月10日、文春文庫、ISBN 978-4167549060
名もなき毒
単行本：2006年8月25日、幻冬舎、ISBN 978-4344012141
ノベルス：2009年5月21日、光文社、ISBN 978-4334076832
文庫：2011年12月10日、文春文庫、ISBN 978-4167549091
ペテロの葬列
単行本：2013年12月20日、集英社、ISBN 978-4087715323
文庫：2016年4月8日、文春文庫、上巻 ISBN 978-4167905842 / 下巻 ISBN 978-4167905859
ソロモンの偽証 第III部 法廷 下巻
文庫：2014年10月28日、新潮社、ISBN 978-4101369402
文庫版「ソロモンの偽証」の最終巻にのみ、杉村三郎を主人公とする「負の方程式」が収録されている。
希望荘
単行本：2016年6月25日、小学館、ISBN 978-4-09-386443-5
文庫：2018年11月9日、文春文庫、ISBN 978-4-16-791167-6
（収録作品：聖域 / 希望荘 / 砂男〈「彼方の楽園」を改題〉 / 二重身）
昨日がなければ明日もない
単行本：2018年11月30日、文藝春秋、ISBN 978-4-16-390930-1
（収録作品：絶対零度 / 華燭 / 昨日がなければ明日もない）

## テレビドラマ

### 名もなき毒
『名もなき毒』（なもなきどく）のタイトルでテレビドラマ化。2013年7月8日から9月16日まで毎週月曜20時 - 20時54分にTBS系列の「月曜ミステリーシアター」で放送された。小泉孝太郎はドラマ化にあたって宮部みゆきによって指名され、主演に起用された。
シリーズ1作目『誰か Somebody』と2作目『名もなき毒』を原作に、前半の第1話から第5話で『誰か Somebody』を、後半の第6話から第11話で『名もなき毒』の物語を展開する2部構成となっており、ヒロイン役も前半は深田恭子、後半は真矢みきへとリレー形式で変更される。場面の入れ替えはあるものの内容は原作に沿ったものとなっているが、グループ広報室のメンバーに関して、ドラマのみ登場の同僚編集者・手島雄一郎（）と『名もなき毒』が初出の若手社員の加西や副編集長の谷垣が初登場時点で三郎が配属される前から在籍しているという差異があり、原作では『誰か Somebody』のみに登場するアルバイトの椎名が後半以降も登場する。また原作では2つの事件の間は1年ほどあるがドラマでは『誰か Somebody』の終盤で『名もなき毒』の事件が発生している。劇中ではタイトル画面を含め「毒」が落ち染み渡る描写が取り入れられている。
第1話は、TBSに限り、直前の19:55 - 20:00に予告番組『もうすぐ名もなき毒』が放送された。
詳細な人物説明・あらすじは『誰か Somebody』『名もなき毒』を参照。
1956年4月以来、ナショナル ゴールデン・アワー→ナショナル劇場→パナソニック ドラマシアター→月曜ミステリーシアターと57年6か月続いたTBS月曜20時台におけるパナソニックグループの一社提供は、本作が最後となった。

#### キャスト
- 杉村三郎（あおぞら書房編集部→今多コンツェルングループ広報室 編集者・嘉親の娘婿）：小泉孝太郎
- 杉村菜穂子（三郎の妻・嘉親の娘・旧姓今多）：国仲涼子
- 椎名遥（グループ広報室 編集アシスタント）：岡本玲
- 手島雄一郎（グループ広報室 編集者）：ムロツヨシ
- 加西新（グループ広報室 編集者）：森崎ウィン
- 谷垣太一（グループ広報室 副編集長）：山崎大輔
- 園田瑛子（グループ広報室 編集長）：室井滋
- 水田（喫茶「睡蓮」マスター）：本田博太郎
- 杉村桃子（三郎と菜穂子の娘）：矢崎由紗
- 杉村正子（三郎の母親）：木野花
- 遠山美緒子（会長の第1秘書）：佐藤直子
- 今多嘉親（今多コンツェルン 会長）：平幹二朗

##### 誰か Somebody（第1話 - 第5話）
- 梶田聡美（信夫・弥生の長女）：深田恭子（幼少期：平澤宏々路[9]）
- 梶田梨子（信夫・弥生の次女）：南沢奈央
- 浜田利和（聡美の婚約者）：高橋光臣
- 梶田弥生[10]（信夫の妻）：相築あきこ
- 野瀬祐子[注釈 1]（トモノ玩具 元事務員）：伊藤かずえ
- 卯月勝利（城東中央警察署 刑事）：菅原大吉
- 梶田信夫（今多嘉親の専属運転手・自転車ひき逃げ事件被害者）：平田満
- 杉村一郎（三郎の兄）：犬飼若博（第1話）
- 杉村麻子（三郎の姉）：村岡希美（第1話）
- 杉村真一（三郎の父親）：野添義弘（第1話・第3話・最終話）
- 木内（「遊楽会館」スタッフ）：長野里美（第1話）
- 田辺（三郎夫妻に派遣された家政婦）：三谷悦代（第1話・第3話）
- 友野栄次郎（梶田信夫の前職場「トモノ玩具」元社長）：織本順吉（第2話）
- 友野文子（栄次郎の義娘）：池谷のぶえ（第2話）
- 久保（マンション「グレスデンハイツ石川」管理人）：小宮孝泰（第3話）
- 工藤（「グレスデンハイツ石川」管理組合理事長）：日野陽仁（第3話 - 第4話）
- お婆さん（エプロンさんの母）：久松夕子（第2話 - 第3話）
- エプロンさん：弘中麻紀（第3話）
- 関口（トモノ玩具元事務職の責任者）：柳家小さん（第4話）

##### 名もなき毒（第6話 - 第11話）
- 古屋暁子（明俊の娘）：真矢みき
- 古屋美知香（暁子の娘・明俊の孫）：杉咲花
- 原田いずみ（グループ広報室 編集アシスタント）：江口のりこ（第5話 - 最終話）
- 秋山省吾（フリージャーナリスト）：平山浩行
- 五味淵まゆみ（秋山の従妹・グループ広報室 編集アシスタント）：中西美帆（第8話 - 最終話）
- 古屋明俊（連続無差別毒殺事件4人目の被害者）：森次晃嗣（第5話 - 最終話）
- 奈良和子（明俊の愛人）：烏丸せつこ
- 萩原弘（コンビニ「ララ・パセリ」店長）：斎藤歩
- 外立研治（「ララ・パセリ」店員）：君嶋麻耶（少年期：城戸恵斗[11]）
- 萩原社長（弘の父親・萩原運送 社長）：でんでん（第8話 - 最終話）
- 芦田（警視庁刑事）：大高洋夫
- 森川（警視庁刑事）：井坂俊哉
- 近藤（所轄刑事）：松本岳
- 北見一郎（探偵・元警察官）：大杉漣
- 沼田（いずみの前職場だった編集プロダクション「ハードアクト」社長）：新井康弘（第6話）
- 黒井寛治（今多物流 次長）：矢柴俊博（第6話）
- 原田克也（いずみの父親・道友エンジニアリング札幌支社長）：前田吟（第9話）
- 橋本（遠山の部下）：平沼紀久（第9話）
- 松井（刑事）：近江谷太朗（第9話）
- 外立幸恵（研治の祖母）：星野晶子（第10話・最終話）

#### スタッフ
- 原作：宮部みゆき『誰か Somebody』『名もなき毒』（文春文庫）
- 脚本：神山由美子
- 音楽：横山克
- 主題歌：近藤晃央「あい」（アリオラジャパン[注釈 2]）[12]
- 演出：塚原あゆ子、金子文紀、山本剛義、竹村謙太郎
- 音楽コーディネーター：溝口大悟、池田修平
- 演出補：村尾嘉昭、西野成亮、松丸博隆、大宮いろは
- タイトルCG：岸本威
- CG：田中浩征、井田久美子、中村淳
- スタントコーディネーター・擬闘：高槻祐士、カラサワイサオ
- 法律監修：関秀忠
- 医療監修：横井宏和
- 映像提供：ブレーントラスト
- 企画協力：河野治彦
- 制作：那須田淳
- チーフプロデューサー：橋本孝
- プロデューサー：鈴木早苗、橘康仁
- プロデューサー補：吉村剛弘、相羽めぐみ
- 制作協力：ドリマックス
- 製作著作：TBS

#### 引用作品
第1話・第5話
- 人生模様
  - 三郎が時間つぶしに入り、菜穂子との出会いの場となった映画館で上映されていたモノクロ映画。マリリン・モンローとチャールズ・ロートンの出演シーンが使われた。

- 劇中使用曲：美空ひばり「車屋さん」（日本コロムビア）
  - 美空ひばりのファンである嘉親が好きな曲として登場。

第2話
- 絵本協力・作：本間正樹/絵：みやもとただお『こぎつねキッコ』/工藤ノリコ『ピヨピヨハッピーバースデー』

#### 放送日程
| 各話                                                          | 放送日        | サブタイトル                                                          | 演出       | 視聴率 |
| ------------------------------------------------------------- | ------------- | --------------------------------------------------------------------- | ---------- | ------ |
| 第1話                                                         | 2013年 7月8日 | 28年の闇−姉妹の秘密と父の死の謎                                       | 塚原あゆ子 | 13.1%  |
| 第2話                                                         | 7月15日       | 蘇る28年前の記憶−誘拐犯の正体                                         | 塚原あゆ子 | 10.5%  |
| 第3話                                                         | 7月22日       | 姉の毒、妹の毒−姿を現した誘拐犯と第二の犠牲者                         | 金子文紀   | 10.1%  |
| 第4話                                                         | 7月29日       | 父と母が犯罪者…犯人からの謎の脅迫電話                                 | 山本剛義   | 11.6%  |
| 第5話                                                         | 8月5日        | 第一部 最終話 毒にまみれた衝撃の結末 新たな連続毒殺事件が始まる−      | 竹村謙太郎 | 8.2%   |
| 第6話                                                         | 8月12日       | 謎の無差別連続毒殺事件と恐怖のストーカー                              | 金子文紀   | 7.7%   |
| 第7話                                                         | 8月19日       | 遺産を巡る二人の女‥犯人は娘か愛人か？ 迫りくるストーカー              | 竹村謙太郎 | 7.7%   |
| 第8話                                                         | 8月26日       | 毒をもられた…第5の事件発生！ 衝撃の被害者は？絞られた3人の容疑者      | 金子文紀   | 7.6%   |
| 第9話                                                         | 9月2日        | 父の告白、ストーカー女の衝撃の過去！ 明かされる愛人の正体と悲劇の結末 | 塚原あゆ子 | 8.3%   |
| 第10話                                                        | 9月9日        | 最終章〜真犯人が衝撃の告白！ ストーカーの毒牙が杉村家に襲いかかる！   | 竹村謙太郎 | 8.4%   |
| 最終話                                                        | 9月16日       | ストーカーから家族を守れ！杉村の逆襲が今、始まる！                    | 金子文紀   | 8.7%   |
| 平均視聴率 9.3%（視聴率はビデオリサーチ調べ、関東地区・世帯） |               |                                                                       |            |        |

### ペテロの葬列
『ペテロの葬列』（ペテロのそうれつ）のタイトルで2014年7月7日から9月15日まで毎週月曜20時 - 20時54分に、TBS系列の「月曜ミステリーシアター」で放送された。ドラマのタイトルにちなみ、ポスタービジュアルは出演者全員が喪服姿である。グループ広報室のメンバーに関して、原作にはない同僚編集者・手島雄一郎（てしまゆういちろう）と原作『誰か Somebody』のみに登場するアルバイトの椎名遥（しいなはるか）が前作のドラマ『名もなき毒』に引き続き出演する。また、間野京子の編集部への配属開始時期が原作では本編開始以前からであったが、ドラマでは本編途中に変更されている。間野京子の立ち位置も原作とドラマでは大きく異なる。また、ドラマでは原作にも登場する『聖ペテロの否認』以外にも数々の絵画が登場する。
詳細な人物説明・あらすじは『ペテロの葬列』を参照。

#### キャスト（ペテロの葬列）

##### 主要人物
- 杉村三郎（社内報「あおぞら」編集部 副編集長・嘉親の娘婿）：小泉孝太郎
- 間野京子（元エステティシャン・後にグループ広報室に配属）：長谷川京子[15]
- 杉村菜穂子（三郎の妻・嘉親の娘）：国仲涼子

##### 社内報「あおぞら」編集部
- 園田瑛子（編集長）：室井滋
- 手島雄一郎（編集部員）：ムロツヨシ
- 椎名遥（アルバイト編集部員）：岡本玲
- 井手正男（編集部員・元今多コンツェルン財務部）：千葉哲也
- 野本敦弘（アルバイト編集部員）：犬飼貴丈

##### 今多コンツェルン関係者
- 今多嘉親（会長）：平幹二朗
- 森信宏（元常務取締役財務担当）：柴俊夫
- 橋本真佐彦（広報部会長秘書室付）：高橋一生
- 今多小夜子（菜穂子の義姉・社長夫人）：安蘭けい
- 高野千夏（会長秘書室秘書）：映美くらら
- 水田大造（喫茶「睡蓮」マスター）：本田博太郎
- 杉村桃子（三郎と菜穂子の娘）：小林星蘭[注釈 3]

##### バスジャック関係者
- 佐藤一郎/暮木一光/羽田光昭（バスジャック犯）：長塚京三（10歳：黒田博之/32歳：眞田規史）
- 田中雄一郎（人質・金属加工工場経営者）：峰竜太
- 迫田とよ子（人質・老婦人）：島かおり
- 柴野和子（人質・「シーライン・エクスプレス」バス運転手）：青山倫子
- 坂本啓（人質・大学中退の青年）：細田善彦
- 前野メイ（人質・パティシエ志望の少女）：清水富美加
- 山藤誠（千葉県警察特務課交渉人）：金山一彦
- 今内大輔（山藤の部下）：西村元貴
- 早川多恵（羽田の幼馴染）：冨士眞奈美（10歳：高橋茉綾/少女期：脇坂優美奈/32歳：上田愛美）

##### その他
- 足立則生（花井新聞店 配達員）：渋川清彦
- 高越勝巳：水橋研二
- 井村絵里子：入山法子

##### ゲスト
複数話・単話登場の場合は演者名の横の括弧（）内に表記。
第1話
- 森弥生（森の妻・認知症患者）：山口果林（第4話・第8話・最終話）
- 谷垣太一（元社内報「あおぞら」編集部 副編集長・定年退職）：山崎大輔
- 加西新（元社内報「あおぞら」編集部 部員・外資系企業に転職）：森崎ウィン
- 遠山美緒子（今多コンツェルン会長秘書室 室長・会長第1秘書）：佐藤直子（第6話・第8話）
- 山本（森家の家政婦）：兎本有紀（第4話）
- 佐々木（会長秘書室社長秘書）：桃香
- 柴野佳美（柴野の娘）：篠川桃音（第6話）

第3話
- 老婦人（ハリマヤ酒店 社長）：中尾ミエ（特別出演）（第9話）
- 範田亜子（菜穂子のママ友）：堂珍敦子
- 田中雄介（田中の息子）：町田啓太（第7話）
- 田中葵（田中の妻）：千葉雅子
- 酒店の主人（老婦人の夫・ハリマヤ酒店 専務）：久保酎吉
- 小羽雅次朗（日商フロンティア協会 代表）：仲雅美（第5話・第7話・第9話）

第5話
- 北見一郎（探偵・故人）：大杉漣
- 北見容子（北見の妻）：かとうかず子（第6話）
- 猿田茂（古猿庵商事 社長）：桜木健一
- 北見司（北見の息子）：松本岳（第6話）
- 間野広太（間野の息子）：庵原匠悟（第6話 - 第8話・最終話）

第6話
- 迫田美和子（とよ子の娘）：安藤玉恵（第7話）

第7話
- 岩田真治（今多コンツェルン労連労務対策委員）：大西武志
- 鎌田耕次郎（今多コンツェルン人事部人事管理課）：海斗
- レストランスタッフ - 吉田桃華

第8話
- 早川良夫（早川の息子）：下嶋兄（第10話）
- 佐竹未紀（クラステ海風施設長）：曽川留三子

第9話
- 松岡浩平（柴野の同僚運転手）：須間一也（第10話）
- 高東憲子（日商フロンティア上級会員）：三谷侑未
- 羽田大吉（羽田の父・火災事故で他界）：池田稔
- 羽田よし子（羽田の母・火災事故で他界）：大澤桂子
- 羽田光延（羽田の兄・火災事故で他界）：杉浦諒祐

第10話
- 清田由樹央（弁護士）：野間口徹
- 工藤将人（清掃会社清掃員）：杉浦双亮

#### スタッフ（ペテロの葬列）
- 原作：宮部みゆき『ペテロの葬列』（集英社）
- 脚本：神山由美子
- 音楽：横山克
- 主題歌：近藤晃央「心情呼吸」（アリオラジャパン）[19]。
- 演出：金子文紀、岡本伸吾、竹村謙太郎、山﨑統司
- 演出補：山﨑統司、阿南昭宏
- タイトルCG：岸本威
- イラスト協力：杉田比呂美
- ガンエフェクト：早川光
- 警察監修：古谷謙一
- 法律監修：志甫治宣
- エステ監修：藤井峰子
- エステ指導：日暮香奈子
- 企画協力：中田一正、河野治彦
- 編成：橋本孝、永山由紀子
- 制作：十二竜也、那須田淳
- プロデューサー：鈴木早苗、橘康仁
- プロデューサー補：吉村剛弘
- 制作協力：ドリマックス
- 製作著作：TBS

#### 引用作品（ペテロの葬列）
作品名横の表記は登場した回。
第1話
- レンブラント『聖ペテロの否認』
- スルバラン『聖ペドロ・ノラスコに現れる聖ペテロ』
  - 三郎と菜穂子が美術館で見た絵画。

- 絵本協力：『ハーメルンの笛吹き』（ほるぷ出版）（第2話・第3話・第5話・第8話）
  - 三郎が桃に読み聞かせていた絵本。

第2話
- ジョルジュ・ド・ラ・トゥール『いかさま師（ダイヤのエースを持った）』
- レンブラント『夜警』
- 参考文献：中野京子『怖い絵』（角川文庫）（第4話・第5話）
  - 喫茶「睡蓮」に飾られていた絵画。

- 漫画協力：葦原大介『ワールドトリガー』（集英社）
  - 坂本が読んでいた漫画。

第4話
- エドヴァルド・ムンク『思春期』
  - 喫茶「睡蓮」に飾られていた絵画。

第6話
- 絵本協力：「よるのきかんしゃ、ゆめのきかんしゃ」（ひさかたチャイルド）

第9話
- 文庫協力：『青い鳥』（新潮文庫）（第10話・最終話）

#### 放送日程（ペテロの葬列）
| 各話                                                          | 放送日        | サブタイトル                                                           | 演出       | 視聴率 |
| ------------------------------------------------------------- | ------------- | ---------------------------------------------------------------------- | ---------- | ------ |
| 第1話                                                         | 2014年 7月7日 | 悪が生まれた瞬間 それは30年の時を経て日本中を巻き込む巨大犯罪となった  | 金子文紀   | 9.1%   |
| 第2話                                                         | 7月14日       | バスジャックの謎−共犯者の影… 死者から届く慰謝料                        | 岡本伸吾   | 8.8%   |
| 第3話                                                         | 7月21日       | 大金が人質たちの人生を狂わせる− 探偵杉村三郎始動！三悪人の正体とは？   | 岡本伸吾   | 6.3%   |
| 第4話                                                         | 7月28日       | 30年前の真実 悪の歴史 動き出した後継者争い                             | 竹村謙太郎 | 7.0%   |
| 第5話                                                         | 8月4日        | 秘密の告白−新たな殺人 悪が家族に伝染する！                             | 金子文紀   | 7.8%   |
| 第6話                                                         | 8月11日       | 母の愛と罪−新たな殺人の真犯人！ バスジャック犯と人質の接点が明らかに！ | 山﨑統司   | 6.2%   |
| 第7話                                                         | 8月18日       | バスジャック犯の本当の目的− 妻と夫の不協和音                           | 竹村謙太郎 | 7.2%   |
| 第8話                                                         | 8月25日       | 衝撃の一夜！妻は−夫の決断 全ての謎を知る意外な共犯者！                 | 金子文紀   | 7.0%   |
| 第9話                                                         | 9月1日        | 第2のバスジャック事件発生！ 人質はあの人−犯人は誰か！？                | 山﨑統司   | 7.1%   |
| 第10話                                                        | 9月8日        | 最終回直前！真性の嘘つき− 魔性の女の正体！最後の秘密！                 | 竹村謙太郎 | 7.1%   |
| 最終話                                                        | 9月15日       | 最後に罪を犯すのは誰?                                                  | 金子文紀   | 8.0%   |
| 平均視聴率 7.6%（視聴率はビデオリサーチ調べ、関東地区・世帯） |               |                                                                        |            |        |

- 第1話は19:00 - 20:49の2時間スペシャルとして放送された。
- 最終話は『アジア大会2014韓国仁川』中継のため130分繰り下げの22:10 - 23:04に放送された。